# Kamienica Bornbachów w Warszawie
Kamienica Bornbachów – zabytkowa kamienica znajdująca się przy ulicy Brzozowej 5 róg ulicy Celnej na Starym Mieście w Warszawie.

## Historia
Pierwszą zabudową działki o numerze hipotecznym 69, na której znajduje się kamienica, były budynki gospodarcze, powiązane z dużo starszą kamienicą przy Rynku Starego Miasta 2 wzniesioną około roku 1451. Tylna część posesji, pozostająca wciąż w rękach rodziny Bornbachów, została zabudowana dopiero w początkach XVI wieku. Wzniesionymi obiektami były oficyna, połączona z domem frontowym przy Rynku wąskim skrzydłem wybudowanym wzdłuż ulicy Celnej, oraz późnogotycki budynek, będący pierwotnie prawdopodobnie spichlerzem, wznoszący się nad dawną uliczką podmurną, wraz z przybudówką za murem obronnym. Budynek spichlerza wzniesiony na arkadach nad przesklepioną wówczas uliczką podmurną opierał się ścianą wschodnią na murze obronnym, zaś jego narożnik stykał się z Bramą Gnojną.
Być może w roku 1626 budynek spichlerza został przebudowany na kamienicę mieszkalną; jednocześnie zamurowano i podpiwniczono dawną uliczkę podmurną, wtapiając ją w bryłę kamienicy; ówcześnie nad ulicą Celną przerzucono łuki rozporowe.
Po roku 1752 kamienica została częściowo rozebrana i odbudowana dla Jana Ciecierskiego, regensa konwiktu Collegium Nobilium. Z tego okresu pochodzi barokowa elewacja od strony ulicy Brzozowej oraz trzecie, dobudowane piętro. Po roku 1832 w związku z poszerzeniem ulicy Celnej rozebrano Bramą Gnojną, zachowując jedynie jej boczną ścianę jako część bocznej elewacji kamienicy.
W roku 1944 kamienica została spalona, zachowały się jednak jej mury magistralne wzdłuż ulic Brzozowej i Celnej.
Poprzedzające rekonstrukcję kamienicy badania prowadzone w latach 1956–57 pod kierunkiem Stanisława Żaryna doprowadziły do odsłonięcia i zabezpieczenia ściany Bramy Gnojnej oraz części późnogotyckiego budynku wzniesionego nad dawna uliczką podmurną. Podczas odbudowy w latach 1956–61 częściowo zrekonstruowano gotyckie partie muru oraz odtworzono przesklepienie dawnej uliczki podmurnej wraz z jej wylotem na ulicę Celną.
Wnętrza kamienicy zaprojektowano na nowo, zachowując jednak szesnastowieczne fundamenty, zachowane mury magistralne oraz nakryte kolebkowymi sklepieniami zachowane piwnice z XVII I XVIII wieku. W elewacji bocznej kamienicy do wysokości drugiego piętra wyeksponowano wewnętrzne lico bocznej ściany Bramy Gnojnej z końca XIV wieku, wraz ze śladami spływu sklepienia wnętrza bramy.
Trójkątny szczyt z okulusem wznoszący się nad wylotem dawnej uliczki podmurnej jest powojenną kreacją dokomponowaną do reliktów Bramy Gnojnej, zaprojektowaną podczas odbudowy w latach 1956-1961.